# Монастирок (Хмельницький район)
Монастиро́к — село в Україні, у Розсошанській сільській громаді Хмельницького району, Хмельницької області.
Село розташоване за 27 км. від міста Хмельницького, за 6,1 км. від автошляху Т3205 (Хмельницький — Віньківці — Дашківці) в напрямку села Коржівці за 9,4 км. від пасажирського зупинного пункту Масівці та за 12,6 км. від проміжної станції Коржівці, що на дільниці Жмеринка — Гречани, Південно-Західної залізниці. Станом на 2019 рік населення села становить близько 210 осіб.

## Історія
За переказами, поблизу Монастирка, на місці старого кладовища, був монастир, до якого вела притока р. Вовк. При цьому притока була повноводною та дозволяла підпливати до монастира на невеликих човнах.
За адміністративним поділом у 16 ст. село належало до Кам’янецького повіту. У ХІХ ст. входило до складу Проскурівського повіту Подільської губернії, у селі станом на 1860 р. знаходилася церква св.Трійці, збудована у 1785 р., дерев’яна, одноверха, на кам’яному фундаменті, з дерев’яною дзвіницею.
В ХХ ст. відійшло до Ярмолинецького району Хмельницької області. У 2020 році відійшло до Хмельницького району.

## Релігія
У селі розташовані парафії Української православної церкви (Московського патріархату) та Православної церкви України.

## Освіта, охорона здоров'я, культура
Станом на 2025 рік у селі розташована Монастироцька початкова школа Розсошанської ОТГ, дитячий садочок, фельдшерський пункт, бібліотека, магазин, клуб, стадіон.

## Місцевості
Історично склалися назви місцевостей села: "Центр", "Садиби", "Новиченці", "Сахалін" тощо.

## Транспортне сполучення
Село має транспортне сполучення із обласним центром. Чотири рази на день курсує рейсовий автобус за маршрутом Хмельницький 2 -  Іванківці ч/з Монастирок. Транспортне сполучення з районним центром відсутнє. Село розташоване за 9,4 км. від пасажирського зупинного пункту Масівці і за 12,6 км. від проміжної станції Коржівці, що на дільниці Жмеринка —Гречани, Південно-Західної залізниці.

## ЗМІ
- газета «Вперед» (тираж 2 747 примірників) — періодичне видання Ярмолинецької районної державної адміністрації та районної ради;
- газета «Шкільний світ» (тираж 890 примірників) — періодичне видання Відділу освіти Ярмолинецької районної ради).
  - Газета «Подільські вісті»
  - Газета «Хмельниччина»
  - «Домашня газета»
  - «Сімейна газета»
  - «Перша міська газета»
  - «Актуально для подолян»
  - «Марічка NEWS»
  - Оголошення «Є».

## Відомі люди та особи, пов'язані з селом
У селі народились:
- Корицька Галина Василівна (* 1952) — українська письменниця
- Зарембовський Анатолій Григорович — відомий кіноартист, ведучий актор театру Марка Розовського [1]
- У селі проживали:
- Микола Васильович Гнатюк — український співак, народний артист України. Довгий час жив і навчався в школі с. Монастирок[2][3].
- Анатолій Васильович Гнатюк — рідний брат Миколи Васильовича Гнатюка народний артист України, актор Національного академічного театру ім. І.Франка. Довгий час жив і навчався в школі с. Монастирок.